# František Václav z Wallisu
Hrabě František Václav z Wallisu na Karighmainu (německy Franz Wenzel von Wallis auf Carrighmain, 4. října 1696 – 14. ledna 1774 Vídeň) byl rakouský šlechtic z rodu Wallisů a rytíř Řádu zlatého rouna. Sloužil v císařské armádě jako polní maršál a velitel pěšího pluku č. 11.

## Život

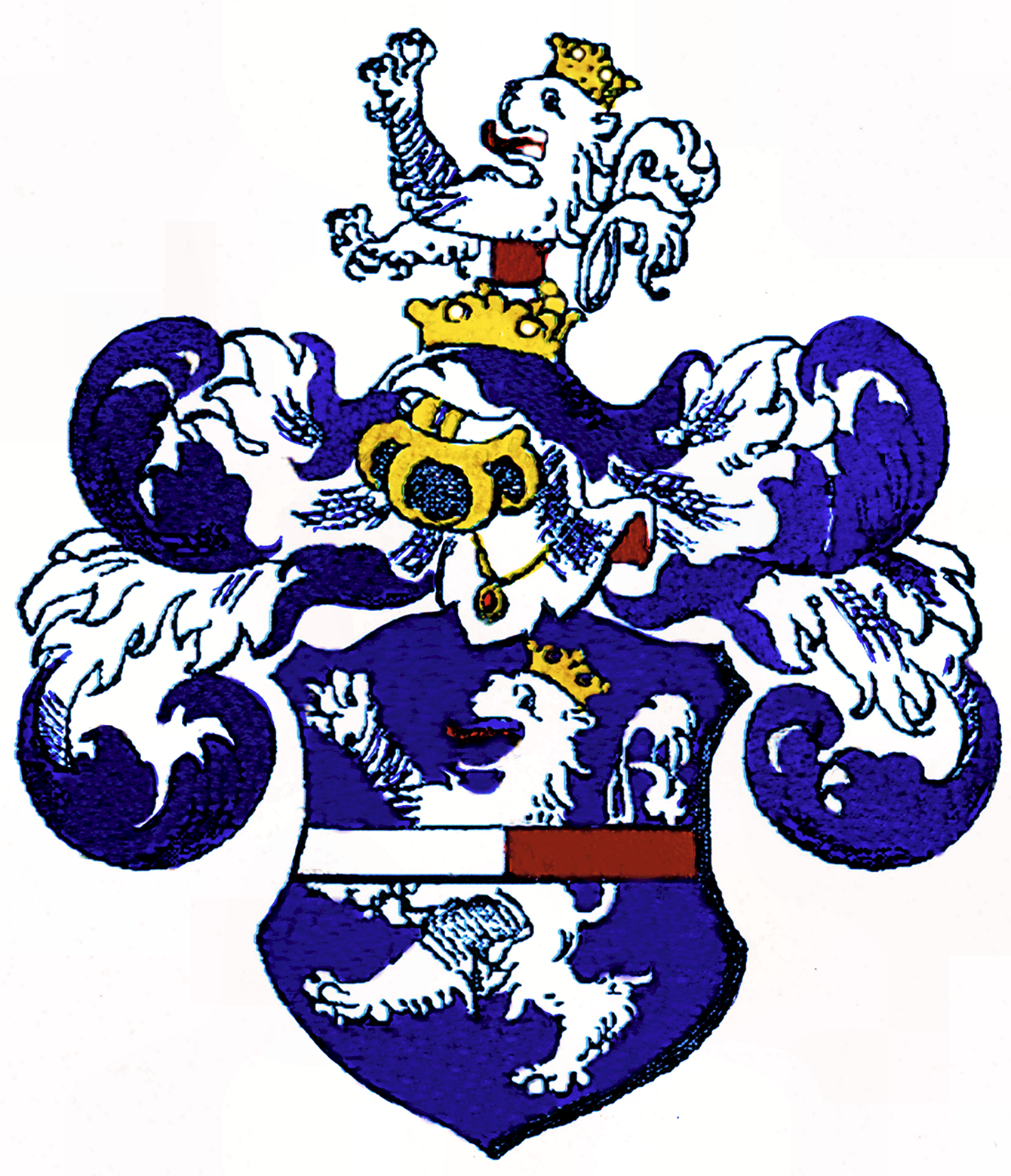
Rodový erb Wallisů

Narodil se jako jediný syn Františka Arnošta z Wallisu († 12. prosince 1702) a jeho manželky baronky Anny Terezie z Říčan († 1722). Wallisové z Carighmainu byli starý, původně irský rod, jehož rakouský předek Richard Wallis († 1632) jako irský důstojník vstoupil do císařských služeb.
Také František Václav v mládí vstoupil do císařské armády a bojoval v proti Turkům v letech 1716 a 1717 a na Sicílii v roce 1720. 14. července 1726 byl Wallis povýšen do hodnosti říšského hraběte. V roce 1727 byl ve zprávě anglického zplnomocněnce de St.-Saphorina označen za jednoho z nejtalentovanějších důstojníků rakouské armády.
Wallis byl povýšen na plukovníka a v roce 1731 se stal velitelem pěšího pluku č. 59, v roce 1733 byl povýšen na polního vachmistra u armádního sboru v Itálii. 29. června 1734 byl zraněn v bitvě u Parmy.
V roce 1735 byl povýšen na polního podmaršálka pod velením polního zbrojmistra na Rýně von Seckendorffa a 10. května získal rovněž hraběcí titul v Čechách a Sedmihradsku.

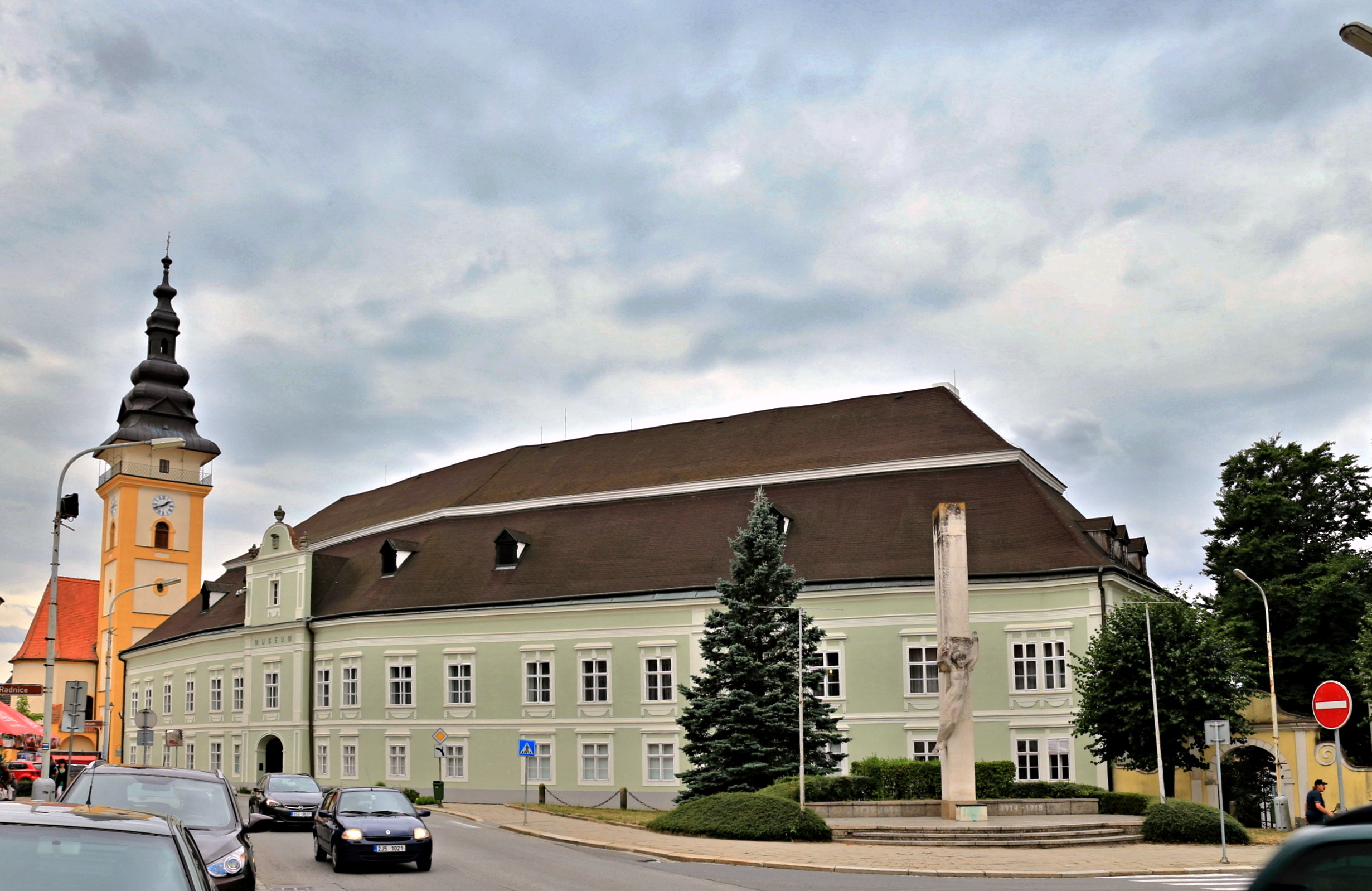
Zámek v Moravských Budějovicích

17. dubna 1736 byl Wallis jmenován dvorním radou a převelen k armádě Jana Bernarda Pálffyho do Uher. Tam se vyznamenal při taženích v letech 1738 a 1739. 17. srpna 1736 od hraběnky Schamburgové koupil za 112 500 zlatých panství Moravské Budějovice.
V roce 1739 se stal velitelem pěšího pluku č. 11 a v listopadu 1739 byl převelen do Hlohova. Jeho prvním úkolem byla oprava zdejší pevnosti. Když 16. prosince 1740 pruský král Bedřich II. napadl Slezsko a vypukla první slezská válka, stáhli se Rakušané ze Slezska a v hlohovské, břežské a niské pevnosti zůstaly jen nevelké posádky.
Na začátku ledna 1741 Prusové pod velením Leopolda Anhaltsko-Desavského dotáhli k Hlohovu a výzvy k vydání pevnosti byly omítnuty. V noci z 8. na 9. března vtrhli Prusové do pevnosti, Rakušané zpozorovali útok teprve tehdy, když už Prusové překonali hradby. Wallis a generálmajor František Václav Rajský z Dubnice (20. srpna 1687 – 3. srpna 1741) se pokusili organizovat odpor a byli zajati. Rajský na následky svých zranění v srpnu téhož roku zemřel. Wallis byl odvezen do Berlína a tam internován a 10. srpna byl vyměněn.
V květnu 1742 vstoupil do armády v Bavorsku a v červenci byl jmenován polním zbrojmistrem. V listopadu 1742 se vyznamenal u Litoměřic. 
Během druhé slezské války v letech 1743 a 1744 se účastnil tažení na Rýně, v Horní Falci a v Čechách pod velením vévody Karla Alexandra Lotrinského. Když Bedřich II. ohrožoval Prahu, armáda byla rychle přesunuta do Čech a v únoru a červnu 1745 bojoval v Kladsku.
Po válce byl Wallis 21. října 1751 vyslán do Sedmihradska jako velící generál, kde zůstal až do roku 1758 ve funkci guvernéra. 29. června 1754 byl povýšen na polního maršála a 30. listopadu 1765 obdržel Řád zlatého rouna (č. 776).
V roce 1753 přikoupil Vranín a další vsi v sousedství Moravských Budějovic a v Čechách koupil za 150 000 zlatých od hraběte Felixie Sobka z Kornic panství Budíškovice a Červený Hrádek.
Generál hrabě František Václav z Wallisu na Karighmainu zemřel ve Vídni dne 14. ledna 1774 a byl pohřben do rodové hrobky v Moravských Budějovicích.

### Manželství a potomstvo
23. července 1726 se Wallis oženil s hraběnkou Marií Rosou Reginou z Thürheimu (7. září 1705 - † 20. března 1777). Pár měl několik dětí:
- František Arnošt (23. února 1729 – 18. dubna 1784), c.k. komorník ⚭ hraběnka Marie Maxmiliana ze Schaffgotsche (6. února 1741 – po roce 1805) [5]
- Michael Jan Ignác (narozen 4. ledna 1732 - 18. prosince 1798), polní maršál
- Olivier Remigius (1. října 1742 – 19. července 1799) ⚭ baronka Walburga z Hennetu (11. června 1763 – 21. února 1844)
- Josef (9. července 1747 – 27. listopadu 1793)
- Antonie, salesiánská řeholnice
- Rosa (* 12. června 1744)
- Karolína, salesiánská řeholnice